# Uncompahgre Wilderness
Pour les articles homonymes, voir Uncompahgre.
La Uncompahgre Wilderness est une aire protégée américaine située dans les comtés de Gunnison, Hinsdale et Ouray, au Colorado. Fondée en 1980, elle protège 413,6 km2 dans la forêt nationale d'Uncompahgre et dans des terres voisines relevant du Bureau of Land Management.